# العلاقات بين هونغ كونغ وتايوان
تشمل العلاقات بين حكومة هونغ كونغ (بالإنجليزية: The government of Hong Kong)‏ وجمهورية الصين (تايوان) (بالإنجليزية: Taiwan) فترة سيطرة جمهورية الصين على حدود البر الرئيسي، وبعد ذلك، عندما انقسمت جمهورية الصين لتصبح تايوان.

## التاريخ
قبل عام 1842، عُدَّت المنطقتين جزءًا من سلالة تشينغ الحاكمة؛ وفي عام 1842، تم التنازل عن جزيرة هونغ كونغ للإمبراطورية البريطانية نتيجة لحرب الأفيون الأولى، وفي عام 1895، تم التنازل عن تايوان لإمبراطورية اليابان نتيجة للحرب الصينية اليابانية الأولى. آنذاك، كان سون يات سن طالبًا مقيمًا في هونغ كونغ في أواخر القرن التاسع عشر، وكان يعتقد أن عدم فعالية سلالة تشينغ الحاكمة وخسارتها في الحرب الصينية اليابانية الأولى استوجبا قيام ثورة لتحل محل الأسر الصينية الحاكمة بجمهورية حديثة. في عام 1888، أشير له في هونغ كونغ بوصفه عضو من مجموعة الأشرار الأربعة، وهي مجموعة نُظمت لمناقشة فكرة الإطاحة بسلالة تشينغ الحاكمة، وفي عام 1894، بدأ تشكيل جمعية إحياء الصين للإطاحة بسلالة تشينغ الحاكمة. في 21 فبراير 1895، أثناء اجتماع جمعية إحياء الصين في هونغ كونغ، قدَّم لو هاودونج تصميم شعار جمهورية الصين، والذي أصبح الشعار الرسمي لجمهورية الصين. كان مقر جمعية إحياء الصين في شارع ستانتون 13 في هونغ كونغ، وفي عام 1905، تم دمجها مع مجموعات أخرى لتشكيل تونغكروي (اتحاد). كانت هذه المنظمة تحظى بدعم واسع بين الصينيين، وقامت بدور رئيسي في الانتفاضات التي بدأها الثوريون، بما في ذلك ثورة شينهاي عام 1911، والتي أطاحت بسلالة تشينغ. وبعد نجاح ثورة شينهاي، أعلن سون يات سن تأسيس جمهورية الصين في الأول من يناير عام 1912، ثم افتتح العمل كأول رئيس مؤقت للبلاد. في وقت لاحق من نفس العام في أغسطس من عام 1912، اندمجت مجموعة تونغكروي مع مجموعات أخرى لإنشاء حزب الكومينتانغ (الحزب القومي)، وتم اختيار سون يات-سن زعيمًا له.
عاد سون يات سن عام 1923 لزيارة جامعة هونغ كونغ، التي أدمجت مع كلية هونغ كونغ للطب كفرع للمدرسة الطبية، حيث كان سون يات سن من أوائل الخريجين منها. أثناء زيارته الجامعة، ألقى خطابًا وأشار إلى الإلهام الذي استمده من هونغ كونغ في الثورات التي أدت في النهاية إلى تأسيس جمهورية الصين: «هذا هو الجواب على السؤال، من أين حصلت على أفكاري الثورية: كل ذلك كان موجود تمامًا في هونغ كونغ». بالإضافة إلى أن هونغ كونغ تُعد منشأ أفكاره الثورية، فقد وفرت له الحماية أيضًا إلى جانب بعض أفراد أسرته؛ بمن فيهم والدته السيدة يانغ، التي تقيم مع أخيه الأكبر ديتشانغ في مدينة كولون، بعد وضع سون يات سن على قائمة المطلوبين من قبل حكومة تشينغ. مع وفاة سون يات سن عام 1925، أصبح شيانج كاي شيك زعيمًا للمنظمة، ما أدى في نهاية المطاف لتوحيد الصين تحت الحكومة القومية عام 1928.

### الولايات المتحدة وإنهاء الاستعمار
اعتمدت سياسة الولايات المتحدة القائمة على مبدأ عدم استعمار الصين؛ وفي عام 1899 كانت الولايات المتحدة تدعو إلى سياسة الباب المفتوح، التي كانت تؤكد أن الصين لا ينبغي تقسيمها أو استعمارها. وقد أكدت معاهدة القوى التسع عام 1922، التي وقعها البريطانيون، على سياستي الباب المفتوح والسلام الإقليميتين للصين. في يوليو من عام 1940، أعلن ونستون تشرشل في البرلمان «إننا نرغب في الحفاظ على مكانة الصين وسلامتها، مثلما جاء في مذكرتنا المؤرخة في 14 يناير عام 1939، فنحن مستعدون للتفاوض مع الحكومة الصينية بعد إبرام السلام على إلغاء الحقوق التي تتجاوز الحدود الإقليمية وتقديم الامتيازات وتنقيح المعاهدات على أساس المعاملة بالمثل والمساواة»، مؤكدًا على السلامة الإقليمية والتخلي عن الحقوق خارج الأراضي في الصين. نوقشت فكرة السلامة الإقليمية وإنهاء الاستعمار في بيان ميثاق الأطلسي الصادر في أغسطس عام 1941، والذي أصدره فرانكلين روزفلت (الذي كان من أشد المعارضين للاستعمار) إلى جانب ونستون تشرشل، والذي نصَّ على أن «التعديلات الإقليمية لابد أن تكون تتفق مع رغبات الشعوب المعنية». على الرغم من أن ونستون تشرشل لم يكن يرغب في أن تنحني المستعمرات البريطانية، إلا أنه وافق على فقرات إنهاء الاستعمار في ميثاق الأطلسي «لحمل الأمريكيين على الدخول في الحرب» بمساعدة عسكرية من جانب الحلفاء. في 1 يناير من عام 1942، تم التوقيع على إعلان الأمم المتحدة من قِبَل الدول الأربع الكبرى (الولايات المتحدة والمملكة المتحدة والاتحاد السوفييتي وجمهورية الصين)، والذي ينص على ضرورة احترام التعهدات الواردة في ميثاق الأطلسي، التي أصبحت فيما بعد الأساس الذي قام عليه ميثاق الأمم المتحدة عام 1945.